# Mar do Norte
Mar do Norte, em Lønstrup, Dinamarca, em 23 de julho de 2004
O Mar do Norte, também conhecido como Mar Germânico, é um mar do oceano Atlântico, situado entre as costas da Noruega e da Dinamarca ao leste, a costa das Ilhas Britânicas ao oeste e a Alemanha, Países Baixos, Bélgica e França ao sul e banha o principado não reconhecido de Sealand.
Uma baía do mar do Norte, chamada Escagerraque, localizada entre a Dinamarca, a Noruega e a Suécia, que se comunica ao Categate, faz a sua ligação com o mar Báltico. A comunicação entre o Categate e o mar Báltico se faz através do estreito de Öresund, do Grande Belt e do Pequeno Belt. O mar do Norte conecta-se com o resto do Atlântico ao sul, através do estreito de Dover ou canal da Mancha e ao norte através do mar da Noruega.
Entre as cidades mais importantes da costa do mar do Norte, podem-se citar Aberdeen, Dunquerque, Haia, Haarlem, Roterdã, Bremerhaven, Cuxhaven, Wilhelmshaven, Esbjerg (Dinamarca) e Bergen (Noruega). Através do Weser e do Elba podemos acrescentar Bremen e Hamburgo como os principais portos alemães do mar do Norte.

## Geografia
A superfície do mar do Norte é de aproximadamente 575 000 km², o volume aquático é de cerca de 54 000 km³.
Em sua maior parte, o mar está sobre a plataforma continental europeia com a profundidade principal de 90 metros. A única exceção é a fossa norueguesa, que estende-se paralela ao litoral de Oslo à área ao norte de Bergen.Tem entre 20 e 30 km de largura e profundidade máxima de 725 m.
A Dogger Bank, uma vasta morena, de acumulação de debris glaciais não consolidados, repousa a apenas 15 a 30 metros abaixo da superfície. Essa característica produziu o melhor ponto de pesca do mar do Norte. O Long Forties e o Broad Fourteens são grandes áreas com profundidades uniformes de fathoms, (40 fathoms e 14 fathoms ou 73 e 26 m de profundidade, respectivamente). Esses grandes bancos e outros fazem o mar do Norte particularmente perigoso para navegar, o que tem sido aliviado pela implementação de sistemas de navegação por satélite. The Devil's Hole lies 200 milhas (320 km) leste de Dundee, Escócia. A característica é uma série de fossas assimétricas longa entre 20 e 30 km, com 2 a 3 km de largura de largura, e até 230 metros de profundidade.
Outras áreas com menor profundidade são Cleaver Bank, Fisher Bank e Noordhinder Bank.
|                              |                             |                                                                                |
| Mapa do mar do Norte (1796). | Mapa atual do mar do Norte. | Em vermelho a Passagem do Nordeste que liga o Mar do Norte ao oceano Pacífico. |

### Rios e estuários
Os principais rios que desaguam no mar do Norte são o Elba (em Cuxhaven), o Weser (em Bremerhaven), o Ems em Emden, o Reno e o Mosa (em Roterdão ou Roterdã), o Escalda (em Flushing), o Tâmisa ou Tamisa e o estuário Humber (em Hull).

### Recursos naturais
Existem importantes reservas de petróleo e gás natural abaixo do seu leito, e suas águas são muito exploradas pela pesca.